# Mount Baldr, Antarktis
Mount Baldr är ett berg i Antarktis. Det ligger i Östantarktis. Nya Zeeland gör anspråk på området. Toppen på Mount Baldr är 2 200 meter över havet.
Terrängen runt Mount Baldr är kuperad åt sydväst, men åt nordost är den bergig. Trakten är obefolkad. Det finns inga samhällen i närheten. 